# Шосе Коші H08
Шосе Коші (неп. कोशी राजमार्ग) або H08 це 390 км запланованої магістралі, розташованої в провінції № 1 Непалу. Це шосе з півночі на південь, яке вважається найкоротшим шосе, що з’єднує Індію з Китаєм через Гімалайські гори в Непалі. Рані в Біратнагарі є початковою точкою дороги, яка з'єднується з Джогбані в Індії, а Кіматханка є кінцевою точкою шосе Коші, яке з'єднується з китайським містом Чентанг.
На цьому коридорі відкрито майже всі смуги, лише 14 км смуг залишалося відкрити у 2021 році. Роботу було доручено Непальській армії, щоб відкрити решту колії, хоча більша частина дороги ще не покрита асфальтом. Це одна з головних магістралей Непалу.